# Ibrahim Alani
Ibrahim Alani (Lagos, 29 de julio de 2006) es un futbolista nigeriano que juega en la demarcación de centrocampista en el Real Valladolid CF de la Segunda División de España.

## Trayectoria
Tras formarse como futbolista en las categorías inferiores del Real Valladolid CF, finalmente hizo su debut con el Real Valladolid CF Promesas el 19 de enero de 2025 contra el Real Club Deportivo de La Coruña Fabril. El 13 de mayo de 2025 hizo su debut con el primer equipo en un encuentro de la Primera División de España que finalizó con un resultado en contra por 0-1 contra el Girona FC. Debutó con el dorsal 38 y entró en el minuto 66 por el austriaco Grillitsch.

## Clubes
Actualizado al último partido disputado el 24 de mayo de 2025.
| Club                     | País   | Año   | Partidos | Goles |
| ------------------------ | ------ | ----- | -------- | ----- |
| Real Valladolid Promesas | España | 2025  | 15       | 0     |
| Real Valladolid C. F.    | España | 2025- | 3        | 0     |